# Lindsey Fitzharris
Lindsey Fitzharris (nacida en 1982)  es una escritora, historiadora médica y presentadora de televisión estadounidense. Es la creadora del blog The Chirurgeon's Apprentice y la escritora y presentadora de la serie de televisión del Smithsonian Channel The Curious Life and Death of.... Ella es residente del Reino Unido.

## Carrera
Fitzharris tiene un doctorado en Historia de la Ciencia, Medicina y Tecnología, recibido de la Universidad de Oxford en 2009. Recibió un premio postdoctoral del Wellcome Trust en 2010.
En 2017, publicó De matasanos a cirujanos: Joseph Lister y la revolución que transformó el truculento mundo de la medicina victoriana, (título original en inglés The Butchering Art: Joseph Lister's Quest to Transform the Grisly World of Victorian Medicine) una biografía del pionero de la cirugía Joseph Lister. El libro ganó el Premio PEN/E. O. Wilson a la escritura científica literaria, y fue nombrado libro de no ficción notable de la Asociación de Bibliotecas de Estados Unidos en 2018. El libro también fue preseleccionado para el Wellcome Book Prize  y el Wolfson History Prize en el Reino Unido ese mismo año. Hasta la fecha, De matasanos a cirujanos ha sido traducido a catorce idiomas, incluido el español.
Fitzharris ha escrito para publicaciones como The Wall Street Journal, The Guardian, Scientific American, y New Scientist. En marzo de 2019, Fitzharris apareció en The Joe Rogan Experience.
Fitzharris también es el escritor y presentador de la serie de televisión The Curious Life and Death of..., que se estrenó en el Smithsonian Channel en 2020.
Su segundo libro, The Facemaker: A Visionary Surgeon's Battle to Mend the Disfigured Soldiers of World War I, sobre el pionero de la cirugía plástica Harold Gillies, se publicó en 2022. El audiolibro de The Facemaker fue narrado por el actor Daniel Gillies, sobrino nieto de Sir Harold Gillies.
Apareció en The Museum of Curiosity de BBC Radio 4 en octubre de 2019. Su hipotética donación a este museo imaginario fue «un arma de cementerio».